# Лісабон (округ)
О́круг Лісабо́н, або Лісабо́нський о́круг (порт. Distrito de Lisboa) — округ у Португалії. Окружний адміністративний центр — місто Лісабон. Розташований в західній частині країни, на березі Атлантичного океану. Складова регіонів Алентежу, Центр і Лісабон. За старим адміністративним поділом, що був чинним до 1976 року, територія округу належала провінціям Ештремадура і Рібатежу. Площа — 2761 км². Поділяється на 16 муніципалітетів і 134 парафії. Населення — 2 250 533 ос. (2011), густота населення — 815,12 осіб/км²
. Код ISO 3166-2 — PT-11. У складі округу є міська агломерація Великий Лісабон.

## Географія
На півночі межує з округом Лейрія, на північному сході й сході — з округом Сантарен, на півдні — з округом Сетубал через річку Тежу. На заході й півдні омивається водами Атлантичного океану. 

## Муніципалітети
1. Азамбужа
2. Аленкер
3. Амадора
4. Арруда-душ-Вінюш
5. Віла-Франка-де-Шіра
6. Кадавал
7. Кашкайш
8. Лісабон
9. Лореш
10. Лорінян
11. Мафра
12. Одівелаш
13. Оейраш
14. Сінтра
15. Собрал-де-Монте-Аграсу
16. Торреш-Ведраш

## Парафії
- Парафії Лісабонського округу

## Українці
За попередніми даними Португальської міграційної служби станом на 2007 рік, у Лісабонському окрузі легально проживає майже 7 тисяч українців (друга за чисельністю громада після округу Фару).